# フライブルク音楽大学
フライブルク音楽大学（フライブルクおんがくだいがく、英語: University of Music Freiburg or Freiburg Conservatory of Music、公用語表記: Hochschule für Musik Freiburg）は、ドイツフライブルク・イム・ブライスガウに本部を置くドイツの音楽大学。1946年創立、1946年大学設置。

## 沿革・概要
大学院も併設されている。フルート奏者の大和田葉子、打楽器・マリンバ奏者の宮本妥子などの首席卒業生だけでなく、日本からの留学生は多い。
1980年代にフライブルク音楽大学はブライアン・ファーニホウとクラウス・フーバーを揃え、彼らの弟子が「フライブルク楽派が作曲界を席巻」とまで称されるほどヨーロッパ大陸で活躍した。現在彼らのほとんどは勇退し、ブリス・ポゼ、ヨルク・ヴィドマンなどの後進がその席に座っている。

## 著名な出身者および講師
- ハンス・ツェンダー
- フリッツ・ヴンダーリヒ
- フランシス・トラヴィス
- カール・ゼーマン
- ヴォルフガング・リーム
- エディット・ピヒト＝アクセンフェルト
- ブリス・ポゼ
- オーレル・ニコレ
- エリック・ル・サージュ
- ヴォルフガング・マルシュナー
- ウルリヒ・コッホ
- キム・カシュカシャン
- ベルント・グレムザー
- クラウス・フーバー
- ハラルド・ゲンツマー
- ヴォルフラム・クリスト
- カール・ゼーマン